# Departamento Santa Bárbara (Honduras)
Santa Bárbara ist eines von 18 Departamentos in Honduras in Mittelamerika und liegt im Nordwesten des Landes an der Grenze zu Guatemala.
Die Hauptstadt des Departamentos ist die gleichnamige Stadt Santa Bárbara. Santa Bárbara grenzt an den größten Binnensee in Honduras, den Lago de Yojoa.

## Municipios
Verwaltungstechnisch ist das Departamento Santa Bárbara in 28 Municipios unterteilt:
1. Arada
2. Atima
3. Azacualpa
4. Ceguaca
5. Chinda
6. Concepción del Norte
7. Concepción del Sur
8. El Nispero
9. Gualala
10. Ilama
11. Las Vegas
12. Macuelizo
13. Naranjito
14. Nueva Frontera
15. Nuevo Celilac
16. Petoa
17. Protección
18. Quimistán
19. San Francisco de Ojuera
20. San José de Colinas
21. San Luis
22. San Marcos
23. San Nicolás
24. San Pedro Zacapa
25. Santa Bárbara
26. Santa Rita
27. San Vicente Centenario
28. Trinidad